# Оливер Вилијамсон
Оливер Итон Вилијамсон (енгл. Oliver Eaton Williamson; Супириор, 27. септембар 1932 — Беркли, 21. мај 2020) био је амерички економиста. Добитник је Нобелове награде за економију 2009. године „за његову анализу економског управљања, посебно граница предузећа”.

## Дела
- Oliver E. Williamson (1981). „The Economics of Organization: The Transaction Cost Approach” (PDF). The American Journal of Sociology. 87 (3): 548—577. doi:10.1086/227496. Архивирано из оригинала (PDF) 2009-05-30. г. Приступљено 21. 10. 2020.
- Oliver E. Williamson (2002). „The Theory of the Firm as Governance Structure: From Choice to Contract”. Journal of Economic Perspectives. 16 (3): 171—195. JSTOR 3216956. doi:10.1257/089533002760278776 .
- Williamson, Oliver E. (1975). Markets and Hierarchies: Analysis and Antitrust Implications. New York: Macmillan Publishers. ISBN 978-0029353608.
- Williamson, Oliver E. (1985). The Economic Institutions of Capitalism. New York: Macmillan. ISBN 9780029348208.
- Williamson, Oliver E. (1989). Antitrust Economics. Basil Blackwell. ISBN 9780631171829.
- Williamson, Oliver E. (1990). Economic Organization. New York: New York University Press. ISBN 9780814792407.
- Williamson, Oliver E. (1991). The Nature of the Firm. New York: Oxford University Press. ISBN 9780195065909.
- Williamson, Oliver E. (1995). Organization Theory: From Chester Barnard to the Present and Beyond. New York: Oxford University Press. ISBN 9780195098303.
- Williamson, Oliver E. (1996). The Mechanisms of Governance. New York: Oxford University Press. ISBN 978-0195078244.
- Williamson, Oliver E. (1996). Industrial Organization. USA: Elgar Pub. ISBN 9781858984889.